# Pisgah (Iowa)
Pisgah è un comune degli Stati Uniti d'America, situato nello Stato dell'Iowa, nella contea di Harrison.